# Wolfgang Gröbner
Pour les articles homonymes, voir Grobner.
Wolfgang Gröbner, né le 2 février 1899 à Gossensaß, un village près de la commune de Brenner, dans le Tyrol du sud, et mort le 20 août 1980 à Innsbruck est un mathématicien autrichien, spécialiste d’algèbre et de géométrie algébrique. Son étudiant Bruno Buchberger a donné le nom de base de Gröbner à la construction qu’il a introduite dans sa thèse.

## Biographie
Gröbner nait dans la région frontalière du Sud-Tyrol et étudie dans un internat jésuite à Feldkirch. Après avoir combattu sur le front italien pendant la Première Guerre mondiale, en 1917, il étudie les sciences de l’ingénieur à l’université technique de Graz.
La mort accidentelle de son frère change tant les convictions de Gröbner, qui de profondément religieux devient libre penseur, que son orientation professionnelle : il s’engage en 1929 dans les mathématiques car, dit-il, « elles refusent toute autre autorité que leur propre raison ». En 1932, il obtient une thèse à l’université de Vienne, sous la direction de Philipp Furtwängler, intitulée : Ein Beitrag zum Problem der Minimalbasen.
Gröbner poursuit ensuite des études postdoctorales à l’université de Göttingen, dans le cercle d’Emmy Noether, où se développe l’algèbre structurale moderne. Il y développe en particulier son concept de dualité (dite maintenant de Gröbner).
Il est contraint pour des raisons financières de retourner en 1933 en Autriche mais ne peut y obtenir de poste universitaire. Il travaille quelque temps dans l’hôtel de ses parents et dans divers ateliers, jusqu’à ce que Mauro Picone, en voyage par hasard dans la région lui offre un poste à l’institut de mathématiques appliquées, l'Istituto per le applicazioni del calcolo, qu’il est en train de mettre en place à Rome.
Mais après avoir opté pour la citoyenneté allemande lors du rattachement du Sud-Tyrol à l’Italie, Gröbner doit quitter l’Italie. Il devient alors professeur extraordinaire (c’est-à-dire sans chaire) à Vienne. Pendant la Deuxième Guerre mondiale, il travaille sous la direction de Gustav Doetsch à l’Institut de recherche aéronautique Hermann Göring à Völkenrode, près de Brunswick. Il en retire un intérêt pour la théorie algébrique des équations différentielles et de l’algèbre pour l’informatique.
En 1947, après un court retour à l'université de Vienne, Gröbner devient professeur à l’université d'Innsbruck. Il est choisi à la fois parce qu'il est reconnu comme un bon enseignant et parce que, n'ayant pas appartenu au parti national-socialiste, il n'a pas un passé trop lourd. Il demeure à Innsbruck jusqu’à son éméritat en 1970.
Gröbner meurt d’une attaque cérébrale en 1980 et est enterré au cimetière ouest d'Innsbruck (de).

## Ouvrages (sélection)
- (de) Wolfgang Gröbner et Peter Albin Lesky, Mathematische Methoden der Physik, vol. 2, Mannheim, Bibliographisches Institut, coll. « BI Hochschultaschenbücher », 1964 et 1965, 2 vols.
- (en) Wolfgang Gröbner et H. Knapp, Contributions to the Method of Lie-Series, Mannheim, Bibliographisches Institut, coll. « BI Hochschultaschenbücher », 1967.
- (de) Wolfgang Gröbner, Algebraische Geometrie, vol. 2, Mannheim, Bibliographisches Institut, coll. « BI Hochschultaschenbücher », 1969 et 1970, 2 vols.
- (de) Wolfgang Gröbner, Arithmetische Theorie der Polynomringe, Mannheim, Bibliographisches Institut, coll. « BI Hochschultaschenbücher », 1969.
- (de) Wolfgang Gröbner, Allgemeine Theorie der kommutativen Ringe und Körper, Mannheim, Bibliographisches Institut, coll. « BI Hochschultaschenbücher », 1970.

## Distinction
1969 : Médaille Wilhelm Exner.